# Battaglia di Asfeld
La battaglia di Asfeld fu combattuta nel 552 tra i Longobardi e i Gepidi. I Longobardi, guidati da re Audoino (con l'aiuto di suo cognato Amalafrido) e dal figlio Alboino, risultarono vittoriosi e Turismondo, figlio del re Turisindo, fu ucciso nella battaglia.